# Sebastián Reynoso
Sebastián Reynoso (Gualeguaychú, Provincia de Entre Ríos; 23 de diciembre de 1986) es un piloto argentino de automovilismo. Iniciado en el automovilismo zonal de su provincia, fue bicampeón de la categoría TC Pista Entrerriano, donde al comando de una unidad Ford Falcon se llevó el cetro de las temporadas 2013 y 2014. Estos pergaminos le permitirían debutar a nivel nacional en el año 2015, compitiendo en la divisional TC Pista Mouras de la Asociación Corredores de Turismo Carretera, donde establecería un récord de 9 podios en 14 competencias corridas, entre los que se destaca su primera victoria a nivel nacional, obtenida el 27 de septiembre de 2015 en el Autódromo Hermanos Emiliozzi de la localidad de Olavarría. Finalmente, al cabo de 14 fechas, se terminaría consagrando campeón argentino de la divisional TC Pista Mouras, obteniendo así su primer título a nivel nacional.
En 2016 ascendió a la divisional TC Mouras, donde sin embargo no lograría continuidad, debiendo volverse al automovilismo de su provincia. Por otra parte, en esa misma temporada desarrolló su debut absoluto en el Turismo Carretera, al ser invitado a la carrera de los 500 km de Olavarría por el piloto Mauro Giallombardo. Tras esta participación y haber sufrido un parate en 2017, retornó a la actividad en 2018 en el TCP Entrerriano, donde volvió a proclamarse campeón en los años 2018 y 2021.
Tras su nuevo paso por el automovilismo entrerriano, en 2022 anunció su regreso al TC Mouras, donde compitió al comando de un Ford Falcon de su propiedad, logrando completar la temporada y siendo autorizado para competir en la divisional TC Pista a partir de 2023.

## Trayectoria
| Año  | Categoría                                        | Marca           |
| ---- | ------------------------------------------------ | --------------- |
| 2010 | TCP Entrerriano                                  | Ford Falcon     |
| 2011 | TCP Entrerriano                                  | Ford Falcon     |
| 2012 | TCP Entrerriano                                  | Ford Falcon     |
| 2013 | Campeón TCP Entrerriano                          | Ford Falcon     |
| 2014 | Bicampeón TCP Entrerriano                        | Ford Falcon     |
| 2015 | TC Pista Mouras, debut y campeonato              | Ford Falcon     |
| 2016 | Debut en TC Mouras                               | Ford Falcon     |
| 2016 | Debut en TC Mouras                               | Chevrolet Chevy |
| 2016 | Invitado a los 500 km de Olavarría (Debut en TC) | Ford Falcon     |
| 2018 | TCP Entrerriano                                  | Ford Falcon     |
| 2019 | TCP Entrerriano                                  | Ford Falcon     |
| 2021 | TCP Entrerriano                                  | Ford Falcon     |
| 2022 | TC Mouras                                        | Ford Falcon     |

- [7]

### Trayectoria en TC Pista Mouras
| Año                 | Año         | Fechas | Fechas | Fechas | Fechas | Fechas | Fechas | Fechas | Fechas | Fechas | Fechas | Fechas | Fechas | Fechas | Fechas | Posición final     |
| Equipo              | Automóvil   | Fechas | Fechas | Fechas | Fechas | Fechas | Fechas | Fechas | Fechas | Fechas | Fechas | Fechas | Fechas | Fechas | Fechas | Posición final     |
| ------------------- | ----------- | ------ | ------ | ------ | ------ | ------ | ------ | ------ | ------ | ------ | ------ | ------ | ------ | ------ | ------ | ------------------ |
| 2015                | 2015        | 01     | 02     | 03     | 04     | 05     | 06     | 07     | 08     | 09     | 10     | 11     | 12     | 13     | 14     | 1º (494.50 puntos) |
| Laboritto Jrs. Team | Ford Falcon | 3º     | 5º     | 4º     | 3º     | 2º     | 2º     | 21     | 2º     | 2º     | 3º     | 1º     | 2º     | 4º     | 2º     | 1º (494.50 puntos) |

### Trayectoria en TC Mouras
| Año                 | Año             | Fechas | Fechas | Fechas | Fechas | Fechas | Fechas | Fechas | Fechas | Fechas | Fechas | Fechas | Fechas | Fechas | Fechas | Fechas | Posición final      |
| Equipo              | Automóvil       | Fechas | Fechas | Fechas | Fechas | Fechas | Fechas | Fechas | Fechas | Fechas | Fechas | Fechas | Fechas | Fechas | Fechas | Fechas | Posición final      |
| ------------------- | --------------- | ------ | ------ | ------ | ------ | ------ | ------ | ------ | ------ | ------ | ------ | ------ | ------ | ------ | ------ | ------ | ------------------- |
| 2016                | 2016            | 01     | 02     | 03     | 04     | 05     | 06     | 07     | 08     | 09     | 10     | 11     | 12     | 13     | 14     | 15     | 14º (386.00 puntos) |
| Laboritto Jrs. Team | Ford Falcon     | 7º     | 22     | 15     | 6º     | 21     | 19     | 15     | 9º     |        |        |        |        |        |        |        | 14º (386.00 puntos) |
| JP Racing           | Chevrolet Chevy |        |        |        |        |        |        |        |        | 11     | 14     | 9º     | 11     | 22     | 7º     | 10     | 14º (386.00 puntos) |

## Palmarés
| Título  | Categoría       | Marca       | Año  |
| ------- | --------------- | ----------- | ---- |
| Campeón | TCP Entrerriano | Ford Falcon | 2013 |
| Campeón | TCP Entrerriano | Ford Falcon | 2014 |
| Campeón | TC Pista Mouras | Ford Falcon | 2015 |